# Plains (Texas)
Plains település az Amerikai Egyesült Államok Texas államában, Yoakum megyében, melynek megyeszékhelye is. Lakosainak száma 1355 fő (2020. április 1.).

## Népesség
A település népességének változása:

| 2010 | 1 481 |
| 2020 | 1 355 |